# Bujan
Bujan è una frazione del comune di Tropojë in Albania (prefettura di Kukës).
Fino alla riforma amministrativa del 2015 era comune autonomo, dopo la riforma è stato accorpato, insieme agli ex-comuni di Bajram Curri, Bytyç, Fierzë, Lekbibaj, Llugaj e Margegaj a costituire la municipalità di Tropojë.

## Località
Il comune era formato dall'insieme delle seguenti località:
- Bujan
- Rosuje
- Dojan
- Markaj
- Gri
- Lekurtaj
- Selimaj
- Bllate
- Gri e R